# Кампофеличе ди Рочела
Кампофелѝче ди Рочѐла (на италиански: Campofelice di Roccella; на сицилиански: Campufilici, Кампуфиличи) е градче и община в Южна Италия, провинция Палермо, автономен регион и остров Сицилия. Разположено е на 54 m надморска височина. Населението на общината е 7018 души (към 2011 г.).